# Моята опасна жена
„Моята опасна жена“ (на турски: Tehlikeli Karım) е турски криминален минисериал, заснет през 2018 година от MF Yapım. Излъчва се премиерно по Show TV между 25 март и 29 април 2018 г.

## Сюжет
Дерин произхожда от заможно семейство и финансира ресторанта на съпруга си. Алпер има връзка с бизнес партньорката си Седа. Алпер и Седа правят планове за връзката си, но Алпер не иска да се отказва от състоянието на Дерин. Седа го убеждава да отрови жена си, за да могат да получат парите ѝ. Когато решават да изпълнят този план, Дерин изчезва същата нощ. Похитителя иска 1 милион долара от Алпер и го заплашва, че ще я убие, ако се обади в полицията.

## Актьорски състав
- Гонджа Вуслатери – Дерин Гюндай-Бозтепе
- Сечкин Йоздемир – Алпер Бозтепе
- Мустафа Юстюндаа – Фърат Зингин
- Биге Юнал – Седа Челик
- Ердем Акакче – Яман Чалъшкан
- Джерен Сойлу – Ферда Айдън
- Фатих Дьонмез – Къванч Йълмаз
- Ниляй Ердьонмез – Ипек Йълдъръм
- Бихтер Динчел – Ханде Бозтепе
- Хакан Атълай – Шахин Еге
- Мерт Айдън – Чънар Кая
- Емине Шанс Умар – Лютфие Бозтепе
- Гьоркем Касал – Ибрахим Аслан
- Мелиса Даръджъ – Тюлин Ташчъ
- Ердан Барал Шахин – Доу Балкан
- Бурак Акьол – Кадир Шекерджи

## В България
В България сериалът започва на 20 май 2021 г. по интернет платформата на bTV Voyo.bg и завършва на 14 юни. На 11 октомври започва излъчване по bTV Lady и завършва на 3 ноември. На 2 юли 2022 г. започва повторно излъчване и завършва на 31 юли. На 13 септември започва ново повторение. На 17 февруари 2024 г. започва повторно излъчване по обновения bTV Story. Дублажът е на студио „Медиа Линк“. Ролите се озвучават от Нина Гавазова, Яница Митева, Илиян Пенев, Любомир Младенов и Росен Русев.